# Крокодил (Чорне дзеркало)
«Крокодил» (англ. Crocodile) — третій епізод четвертого сезону телесеріалу-антології Чорне дзеркало. Сценарій написав творець серіалу Чарлі Брукер, режисером став Джон Гіллкоут. Прем'єра відбулася на каналі Netflix 29 грудня 2017.
Дія епізоду розпочинається в Ісландії, де Міа (Андреа Райзборо) допомагає її другу Робу (Ендрю Ґовер) приховати тіло чоловіка, якого вони збили насмерть на машині. За 15 років Роб хоче зізнатися у злочині, через що Міа вбиває його та ховає тіло. Одразу після цього Міа стає свідком ДТП між пішоходом та автівкою на автопілоті. Шазіа (Кіран Соня Савар) займається розслідуванням цього ДТП, використовуючи пристрій, який дозволяє їй бачити спогади інших людей. Проводячи допит Мії, Шазіа поступово з'ясовує, що ще сталося тієї ночі.
Епізод отримав змішані відгуки. Критики високо оцінили зйомки ісландських пейзажів, а також акторську гру Райзборо і Савар. Втім, багато хто назвав цей епізод наймлявішим та найбільш депресивним епізодом Чорного дзеркала, а деякі зазначили, що насильство було необов'язковим і непереконливим.

## Сюжет
Міа Нолан (Андреа Райзборо) та Роб (Ендрю Ґовер) повертаються з відпочинку та на гірській дорозі збивають насмерть велосипедиста. Роб переконує Мію допомогти йому викинути тіло в озеро.
15 років потому Міа має щасливий шлюб, сина та успішну кар'єру. Одного разу у відрядженні її знаходить Роб та показує статтю про мертвого велосипедиста, чия дружина вважає, що він досі живий та досі шукає його. Роб хоче написати анонімного листа із зізнанням, але Міа боїться, що цей лист зможуть відстежити. Суперечка загострюється і Міа вбиває Роба. Одразу після цього вона бачить у вікно готелю, як самокерована вантажівка доставки піци збиває пішохода. Вона йде на рецепцію, де вносить плату за доступ до порно-фільму, щоб забезпечити собі алібі, після чого вивозить тіло Роба.
Чоловік, якого збила вантажівка, звертається до страхової компанії, і до нього приходить розслідувачка Шазіа (Кіран Соня Савар). Її робота полягає у тому, щоб, використовуючи прилад, відомий як Викликач, сканувати спогади людини, аби з'ясувати, наскільки обґрунтована її претензія. Попри те, що спогади вважаються недостовірними, цей прилад можна використовувати у разі потреби, щоб викликати об'єктивний запис спогадів. Шазіа ідентифікує свідків інциденту, але не може визначити, хто винен в аварії. Один зі свідків бачив, що Міа виглядала у вікно в момент ДТП, тож Шазіа прямує до неї, сподіваючись, що свідчення Мії допоможуть встановити відповідального і уникнути страхових виплат.
Міа погоджується свідчити, але починає вагатися, зрозумівши, що Шазіа використовуватиме Викликач. Шазіа думає, що вона соромиться перегляду порнографії, тож каже, що її цікавить тільки момент аварії, а не приватне життя Мії. Міа намагається вигадати історію, де вона була сама, проте це призводить до того, що Шазіа бачить спогади про обидва вбивства. Міа зв'язує Шазію, а та обіцяє, що нікому про це не скаже. Міа переймається через те, що про її дії можуть тепер дізнатися, просканувавши спогади Шазії, тому вбиває її та їде до неї додому, аби вбити єдину людину, яка знала, куди Шазія їде — її чоловіка. Зрозумівши, що у домі була ще одна людина, яка бачила її обличчя, — малолітній син Шазії — Міа вбиває і його теж.
Поліція, розслідуючи справу, з'ясовує, що син Шазії був сліпим і в будь-якому разі не зміг би ідентифікувати убивцю, натомість вони використовують сімейну морську свинку та викликають її спогади. У цей час Міа дивиться шкільну виставу за участі її сина. Поліція вже чекає її на виході.

## Виробництво
Спочатку планувалося, що протагоністом буде персонаж-чоловік, а Андреа Райзборо мала виконати іншу роль. Втім, після того, як Райзборо прочитала сценарій та вподобала шлях головного героя, вона попросила переписати сценарій під жінку, що зрештою і зробили. Чарлі Брукер та виконавчий продюсер Аннабель Джонс назвали цю зміну цікавою, а Джонс зауважила: «Як часто на телебаченні ви бачите матір, доведену аж до такого відчаю?». Епізод знімали в Ісландії, деякі сцени були зняті у концертному голлі Гарпа.

### Маркетинг
У травні 2017 на Reddit неофіційно оголосили назви усіх шести епізодів та імена режисерів. Перший трейлер було оприлюднено 25 серпня 2017, у ньому містилися всі шість назв.
Починаючи з 24 листопада 2017, Netflix оприлюднював серію постерів та трейлерів до четвертого сезону серіалу, цю акцію назвали «13 днів Чорного дзеркала». 6 грудня Netflix оприлюднив трейлер, у якому містилися кадри з усіх епізодів сезону та анонс того, що сезон вийде 29 грудня.